# Diaea evanida
Diaea evanida — вид павуків родини Павуки-краби (Thomisidae).

## Поширення
Вид зустрічається на сході  Австралії у штаті Квінсленд.

## Опис
Павук має зелені ноги і головогруди і білувато-жовте черевце з червоним маркуванням. Таке забарвлення дозволяє ховатися серед зеленого листя або квітів і там із засідки ловити комах.

## Спосіб життя
Це денний, територіальний хижак. Один павук займає тільки одну квітку. Він постійно сидить на квітці, поки пелюстки не зів'януть, потім переходить на іншу квітку. Вночі павуки ховаються під пелюстки або листя.